# فيل بورتون
فيل بورتون (بالإنجليزية: Phil Burton)‏ هو موسيقي أسترالي، ولد في 13 مارس 1974.

## وصلات خارجية
- فيل بورتون على موقع ميوزك برينز (الإنجليزية)
- فيل بورتون على موقع ديسكوغز (الإنجليزية)